# 蕭雲舉
蕭雲舉（1554年—1627年），字允升，號玄圃，廣西南寧府宣化縣人，民籍，原籍江西泰和县，明朝政治人物。

## 生平
萬曆元年（1573年）癸酉科廣西鄉試第十一名，萬曆十四年（1586年）丙戌科會試十九名，登第三甲第十八名進士。礼部观政，改翰林院庶吉士，十六年十月授簡討，升左讚善，二十一年六月编纂六曹章奏，二十二年三月充國史纂修官，二十五年七月升左春坊左赞善，二十八年六月升右諭德兼翰林院侍講，管司業事，二十九年正月回坊管事，二月充經筵講官，九月与黄辉考试天下武举，三十年三月升右庶子兼翰林院侍读，掌右春坊印信，三十一年八月与右中允翁正春主考顺天乡试，十一月升國子監祭酒，三十三年五月升詹事府詹事兼侍读学士，清理贴黄，三十六年升禮部右侍郎，教習庶吉士。三十七年二月改吏部右侍郎兼翰林院侍讀學士，充經筵日講官三品。三十八年二月与吏部右侍郎王图主考禮部會試，三十九年四月以繼母羊太夫人里居，四疏求乞回鄉省覲，慰以六年考满，著出复职。授正議大夫、資治尹，本年八月升吏部左侍郎兼翰林院侍读学士，掌詹事府印信，四十年二月以以母危弟故，给假省亲，欽赐驰驿回籍。天啓初召用，二年（1622年）起吏部左侍郎，三年升禮部尚書，掌詹事府事，天啓五年加太子太保，致仕歸。蕭雲舉是萬曆三十八年（1610年）庚戌科的主考官，是禮部尚書錢謙益的座主。天啟七年（1627年）二月，因病卒於家，享年七十三歲。著有《青蘿集》五十餘卷。

## 家族
曾祖蕭蕃，生員；祖父蕭滿，曾任經歷，累赠通議大夫吏部右侍郎兼侍讀學士；父蕭棟，舉人，曾任知州，改赠通議大夫吏部右侍郎兼侍讀學士。母朱氏；繼母羊氏。慈侍下。弟雲嵩、雲龍、雲鷟、雲騰、雲鴻。妻子鄧氏，後娶何氏。有子八人，分別是蕭鴻圖、蕭鴻業、蕭鴻襄、蕭鴻靖、蕭鴻慶、蕭鴻祐、蕭鴻譽、蕭鴻振。鴻業萬曆丙午（1606年）舉人，鴻襄戶部山東清吏司郎中，鴻靖太僕寺廳主簿。